# Centroña
Centroña (llamada oficialmente Santa María de Centroña) es una parroquia y un lugar español del municipio de Puentedeume, en la provincia de La Coruña, Galicia.

## Entidades de población
Entidades de población que forman parte de la parroquia:
- Ayón (Allón)
- Castrelo
- Caldagueiro
- Centroña
- Portiño (O Portiño)
- Ventosa
- Vizús

## Demografía

### Parroquia
| Gráfica de evolución demográfica de Centroña (parroquia) entre 2000 y 2019 |
|                                                                            |
| Datos según el nomenclátor publicado por el INE.                           |

### Lugar
| Gráfica de evolución demográfica de Centroña (lugar) entre 2000 y 2019 |
|                                                                        |
| Datos según el nomenclátor publicado por el INE.                       |

## Crecimiento de la aldea
La aldea se destina básicamente a zona turística de veraneantes. Lo más destacable turísticamente es la playa de Centroña. Dentro de la aldea se encuentran lujosos chalets con vistas a la ría de Ares. Las vistas y la cercanía con otros municipios, playas y la cercanía a la villa de Puentedeume, hacen de Centroña, un lugar de turismo.